# Styrbjörn (biskop i Skara)
Styrbjörn var den förste svensk som av påven blev förordnad till att vara biskop i Skara stift. Han ägde förutom sin egendom i Skara även gårdarna Mildeshed och Husaby med flera. Han utökade kyrkans egendom avsevärt och påskyndade därmed byggandet av Skara domkyrka. Styrbjörn dog omkring år 1130, när Skara domkyrka nästan blivit färdigbyggd.